# 阳光灿烂的日子
《阳光灿烂的日子》是一部中国大陸电影，是姜文导演的处女作，由王朔的小说《动物凶猛》改编，是中国大陸20世纪90年代反映“文革”题材影片中唯一一部在中国大陸过审的经典代表作。
2013年9月3日，由“马丁斯科西斯世界电影修复基金会”领衔操作，意大利为主要修复工作方的《阳光灿烂的日子》修复版在威尼斯国际电影节“大师经典单元”进行展映，再次吸引国内外关注。由于加入了当年国外发行但国内审查删去的五个镜头，片长由原先的128分钟扩展到近140分钟。

## 劇情
少年馬小軍經常翹課，後來學會撬門開鎖，進入別人家裡成了生活的一大樂趣。有一次，他闖入一個陌生人的家中。一張掛在牆上的彩色照片吸引了他：一個身著泳裝的少女。馬小軍被她燦爛的笑容深深地打動了。
馬小軍—直沒忘記那個照片上的女孩。他天天像貓一樣在那個房子周圍的鐵皮房頂上，希望能見到她。有一天，美麗的女孩從馬小軍身邊經過，馬小軍意識到就是她。從此，馬小軍天天都去找她，將別人做過而自己從來不敢做的事都安到自己的頭上，借此來表現自己的英勇。  
那個女孩名叫米蘭，她答應馬小軍去見那幫哥們兒。看見米蘭和劉憶苦談得那麼親熱，馬小軍有些嫉妒。
馬小軍和劉憶苦同月同日生，在慶祝他們的生日那天，米蘭分別送了他們兩個禮物。馬小軍心裡很不是滋味，他執意要將米蘭趕走，為此還和劉憶苦打了起來。但作者又提醒，這似乎只是自己的幻想，自己從未如此勇敢。
馬小軍一氣之下跑到了米蘭的住處，想要做出越軌之事。兩個月後，米蘭與眾人斷絕來往。後來大家分散了，各奔前程。
最後，长大的四人相聚在林肯轿車上，在建国门立交桥上边喝XO边呼喊著街上從前的傻子，而傻子只回了句“傻逼”。

## 演员表
- 夏雨 饰 马小军（代表姜文本人，其本名為姜小軍）
- 宁静 饰 米兰
- 耿乐 饰 刘忆苦
- 陶虹 饰 北蓓（DVD演員名單誤植為「陶紅」）
- 斯琴高娃 饰 小军妈妈 翟茹
- 王学圻 饰 小军爸爸 马文忠
- 冯小刚 饰 胡老师
- 王朔 饰 小坏蛋
- 韩冬 饰 马小军（童年）
- 姜文 饰 马小军（成年）
- 刘小宁 饰 刘忆苦（成年）
- 尚楠 饰 刘思甜
- 孙靖 饰 刘思甜（童年）
- 刘斌 饰 刘思甜（成年）
- 代少波 饰 羊搞
- 张维 饰 羊搞（童年）
- 杨彤林 饰 羊搞（成年）
- 王海 饰 大蚂蚁
- 王福 饰 大蚂蚁（童年）
- 胡贝贝 饰 大蚂蚁（成年）
- 左小青 饰 张晓梅
- 姚二嘎 饰 傻子
- 吴淑琨 饰 米兰姥姥
- 刘金山 饰 游泳池老混子
- 张华 饰 彪子（大痞子）
- 方化 饰 老将军
- 殷芳 饰 老将军女秘书
- 杨瑾 饰 红衣胖女教师

## 音乐和电影插曲
- 《乡村骑士间奏曲》（Cavalleria Rusticana Intermezzo）作曲：马斯卡尼（Pietro Mascagni）－电影主要剧情的旋律
- 《毛主席啊，革命战士敬祝您万寿无疆》演唱：刘维维 作词：洪源 石祥 作曲：唐诃 生茂
- 《想念恩人毛主席》又名《远飞的大雁》电影中的片头片尾乐曲，以及剧中三个小学女生齐唱
- 《英雄赞歌》作词：公木 作曲：刘炽
- 《毛主席的恩情永不忘》演唱：耿莲凤 词曲：马骏英
- 《壮家少年热爱毛主席》童声合唱 作词：曾宪瑞 作曲：钟庆民
- 《第五套广播体操音乐》中央乐团创作 中央乐团交响乐队演奏
- 《友谊花开万里香》童声合唱 作词：叶伟 作曲：李伟才、叶伟
- 《骑兵进行曲》作曲：李劫夫
- 《检阅进行曲》作曲：郑路
- 《井冈山上太阳红》演唱：万秋萍
- 《毛主席呀我们永远忠于您》演唱：张振富 耿莲凤
- 《黄水谣》黄河大合唱选曲 作曲：冼星海 作词：光未然
- 《北京颂歌》男声独唱：李双江，以及小提琴协奏曲 作词:洪源 作曲:田光、傅晶
- 《金日成将军之歌》中文合唱
- 《卖花姑娘》朝鲜语女声合唱
- 《国际歌》乐曲 作曲：比尔·狄盖特
- 《喀秋莎》合唱 作曲：马特维·勃兰切尔
- 《莫斯科郊外的晚上》合唱 作曲：瓦西里·索洛维约夫-谢多伊
- 《游击队歌》作曲：贺绿汀
- 《红色娘子军》芭蕾舞剧选曲 作曲：吴祖强 杜鸣心
- 《颂歌献给毛主席》女声独唱：刘旭峰 作词：瞿琮 作曲：郑秋枫
- 《想念恩人毛主席》藏语版 演唱：泽娜卓玛
- 《天鹅湖》芭蕾舞剧选曲 作曲：柴可夫斯基
- 《金色的炉台》小提琴独奏曲 作曲：陈钢
- 配乐主创：郭文景
- 长笛：李学全
- 萨克斯：刘园
- 合唱：中国歌剧院合唱团
- 男声合唱：中央乐团演奏员
- 音乐演奏：中央乐团
- 乐队指挥：方国庆
- 乐队组织人：杨实

## 时间表
- 1993年8月23日，影片开拍。
- 1994年1月28日，剧组停机，开始进入影片的后期制作阶段。
- 1994年9月9日，在威尼斯电影节上首映。
- 1994年9月15日，威尼斯电影节大奖揭晓，男主角夏雨获得最佳男演员奖。
- 1994年10月12日，在北京保利大厦内部放映。10月14日加映一场。
- 1995年5月19日，电影局批准发行《阳光灿烂的日子》一片。
- 1995年6月28日，《阳光灿烂的日子》海外首映式在香港举行。
- 1995年8月14日，《阳光灿烂的日子》一片被正式批准发行。
- 1995年8月21日，《阳光灿烂的日子》全国首映式在上海举行。[1]

## 奖项
- 第33届金马奖

- 最佳剧情片
- 最佳导演
- 最佳男主角
- 最佳女主角(入圍)
- 最佳改編劇本
- 最佳摄影
- 最佳剪輯(入圍)
- 最佳音效

- 第51届威尼斯国际电影节

- 最佳男主角奖

- 1994年新加坡國際電影節

- 最佳男主角獎

## 相关书籍
在王朔建议下，长江文艺出版社于1997年出版了《一部电影的诞生》一书，讲述《阳光灿烂的日子》的创作过程。整本书的创意、策划及图片编选都是由姜文来完成的。但因内容过于专业，初版10万册只销售了7万。
2005年8月24日，新版《一部电影的诞生》首发仪式在北京希尔顿饭店召开。书中记录了《阳光灿烂的日子》的拍摄历程，包括照片、剧本、导演手记、书信、回忆等，还有不少电影中被删减的细节。宁静、夏雨、陶虹、耿乐、斯琴高娃、王学圻、冯小刚等剧中演员，摄影顾长卫、监制文隽、刘晓庆、王朔和姜文等均有出席。

## 外部連結
- 協和公司 （页面存档备份，存于）  上《HKMD （页面存档备份，存于）》的资料（英文）
- 互联网电影数据库（IMDb）上《陽光燦爛的日子》的资料（英文）
- 豆瓣电影上《陽光燦爛的日子》的資料 （简体中文）